# Ивашкова
Ивашкова (южноселькупск. Массуй Кы) — река в России, протекает в Красноярском крае. Устье реки находится в 1055 км по правому берегу реки Кеть. Длина реки составляет 73 км, площадь водосборного бассейна 609 км².

## Бассейн
- 16 км: Извилистый пр
- Татьянин лв
- Вязкий лв
- Крутобережный пр
- 53 км: Двухвершинный пр
- 55 км: Малая Ивашкова пр

## Данные водного реестра
По данным государственного водного реестра России относится к Верхнеобскому бассейновому округу, водохозяйственный участок реки — Кеть, речной подбассейн реки — бассейн притоков (Верхней) Оби от Чулыма до Кети. Речной бассейн реки — (Верхняя) Обь до впадения Иртыша.
Код объекта в государственном водном реестре — 13010600112115200024893.